# Diaphorocera promelaena
Diaphorocera promelaena es una especie de coleóptero de la familia Meloidae.

## Distribución geográfica
Habita en Marruecos, Argelia, Túnez y  Egipto.